# Hitaikakushi

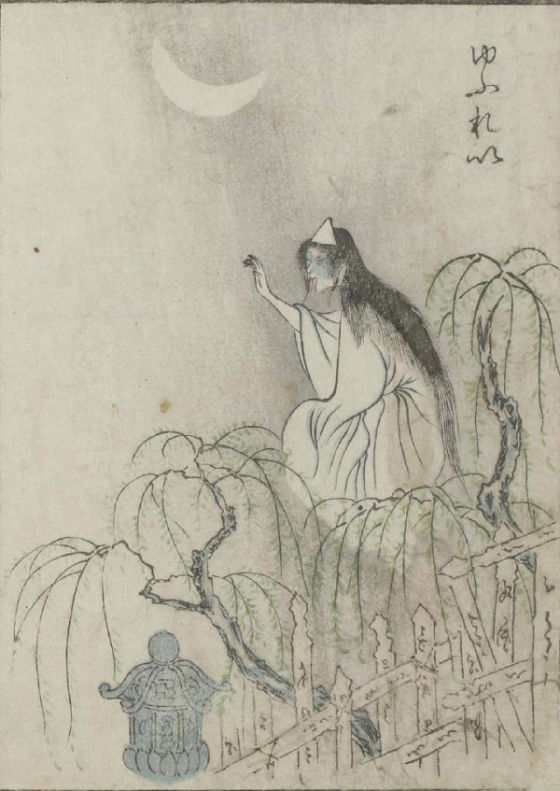
Một mô tả thời kỳ Meiji cũ.

Hitaikakushi (額隠 (Ngạch Ẩn)/ "che trán") là một mảnh màu trắng của giấy hình tam giác hoặc vải được đeo trên đầu bởi yūrei ở văn hóa dân gian Nhật Bản.